# Elecciones al Congreso de los Diputados de noviembre de 2019 (Zamora)
Las elecciones al Congreso de los Diputados de 2019 se celebraron en la Provincia de Zamora el domingo 10 de noviembre, como parte de las elecciones generales convocadas por Real Decreto dispuesto el 4 de marzo de 2019 y publicado en el Boletín Oficial del Estado el día siguiente. Se eligieron los 3 diputados del Congreso correspondientes a la circunscripción electoral de Zamora, mediante un sistema proporcional (método d'Hondt) con listas cerradas y un umbral electoral del 3%.

## Resultados
Los comicios depararon 1 escaño al Partido Popular al Partido Socialista Obrero Español y a Vox
| Candidatura                                            | Candidatura                                            | Votos   | %                                        | Escaños                                  |
| ------------------------------------------------------ | ------------------------------------------------------ | ------- | ---------------------------------------- | ---------------------------------------- |
|                                                        | Partido Popular (PP)                                   | 33 495  | 33,98                                    | 1                                        |
|                                                        | Partido Socialista Obrero Español (PSOE)               | 32 747  | 33,22                                    | 1                                        |
|                                                        | Vox (Vox)                                              | 17 036  | 17,28                                    | 1                                        |
| Unidas Podemos (Podemos-IU)                            | Unidas Podemos (Podemos-IU)                            | 7001    | 7,10                                     | 0                                        |
| Ciudadanos-Partido de la Ciudadanía (Cs)               | Ciudadanos-Partido de la Ciudadanía (Cs)               | 6835    | 6,93                                     | 0                                        |
| Partido Animalista Contra el Maltrato Animal (PACMA)   | Partido Animalista Contra el Maltrato Animal (PACMA)   | 432     | 0,44                                     | 0                                        |
| Unión del Pueblo Leonés (UPL)                          | Unión del Pueblo Leonés (UPL)                          | 369     | 0,37                                     | 0                                        |
| Partido Regionalista del País Leonés (PREPAL)          | Partido Regionalista del País Leonés (PREPAL)          | 278     | 0,28                                     | 0                                        |
| Por un Mundo Más Justo (PUM+J)                         | Por un Mundo Más Justo (PUM+J)                         | 143     | 0,15                                     | 0                                        |
| Recortes Cero-Grupo Verde (R0-GV)                      | Recortes Cero-Grupo Verde (R0-GV)                      | 129     | 0,13                                     | 0                                        |
| Partido Comunista de los Trabajadores de España (PCTE) | Partido Comunista de los Trabajadores de España (PCTE) | 120     | 0,12                                     | 0                                        |
| Votos válidos                                          | Votos válidos                                          | 98 585  | 100,00                                   | 3                                        |
| Votos nulos                                            | Votos nulos                                            | 1543    | Participación: · \| \| 60,22 % \| 14,58% | Participación: · \| \| 60,22 % \| 14,58% |
| Votantes                                               | Votantes                                               | 101 334 | Participación: · \| \| 60,22 % \| 14,58% | Participación: · \| \| 60,22 % \| 14,58% |
| Electores                                              | Electores                                              | 168 268 | Participación: · \| \| 60,22 % \| 14,58% | Participación: · \| \| 60,22 % \| 14,58% |
|                                                        | 60,22 %                                                |         |                                          |                                          |

## Diputados electos
Relación de diputados electos:
| N.º | Nombre                    | Lista | Lista |
| --- | ------------------------- | ----- | ----- |
| 1   | Elvira Velasco Morillo    |       | PP    |
| 2   | Antidio Fagúndez Campo    |       | PSOE  |
| 3   | Pedro Jesús Requejo Novoa |       | Vox   |